# Scaphura nigra
Scaphura nigra är en insektsart som först beskrevs av Carl Peter Thunberg 1824.  Scaphura nigra ingår i släktet Scaphura och familjen vårtbitare. Inga underarter finns listade i Catalogue of Life.